# Daleko jeszcze? (serial telewizyjny)
Daleko jeszcze? (ang. Are We There Yet?, 2010-2012) – amerykański sitcom stworzony przez Ali LeRoi, bazujący na filmie z 2005 roku o tej samej nazwie. Serial przedstawia losy nowej rodziny oraz ich próby życia normalnie.
2 czerwca 2010 zadebiutował w amerykańskiej telewizji kablowej TBS, w Polsce natomiast jego premiera miała miejsce w Comedy Central Family 4 lutego 2013.

## Fabuła
Przybrana rodzina Kingston-Persons zmaga się z wyzwaniami dnia codziennego i próbami mieszkania razem pod jednym dachem. Nick Persons (Terry Crews) i Suzanne Kingston-Persons (Essence Atkins) to małżeństwo od 6 miesięcy, którzy wychowują dorastające dzieci. Nick to były sportowiec, pracuje w sklepie w zakresie technologii informatycznych oraz próbuje swoich sił jako głowa rodziny. Suzanne natomiast to matka dwójki dzieci, 14-letniej Lindsey, która zazwyczaj esemesuje ze znajomymi i 12-letniego Kevina, którego całym światem są gry video.

## Bohaterowie

### Główni
- Nick Persons (Terry Crews)

- Suzanne Kingston-Persons (Essence Atkins)

- Lindsey Kingston-Persons (Teala Dunn)

- Kevin Kingston-Persons (Coy Stewart)

- Martin (Christian Finnegan)

- Gigi (Keesha Sharp)

- Marilyn Persons (Telma Hopkins)

### Drugoplanowi
- Terrence (Ice Cube)

- Frank Kingston (Charlie Murphy)

## Odcinki
| Sezon | Sezon | Odcinki | Oryginalna emisja | Oryginalna emisja | Oryginalna emisja | Oryginalna emisja | Oryginalna emisja |
| Sezon | Sezon | Odcinki | Premiera sezonu   | Finał sezonu      | Premiera sezonu   | Finał sezonu      |                   |
| ----- | ----- | ------- | ----------------- | ----------------- | ----------------- | ----------------- | ----------------- |
|       | 1     | 10      | 2 czerwca 2010    | 30 czerwca 2010   | 4 lutego 2013     |                   |                   |
|       | 2     | 34      | 5 stycznia 2011   | 4 maja 2011       |                   |                   |                   |
|       | 3     | 56      | 17 września 2012  | 23 listopada 2012 |                   |                   |                   |